# 판형 콤퓨터 삼지연
판형 콤퓨터 삼지연(板狀 콤퓨터 三池淵, 영어: Samjiyon tablet computer)은 조선민주주의인민공화국의 안드로이드 태블릿 컴퓨터에 의해 개발된 멀티미디어 기술 연구소의 한국 컴퓨터 센터다. TV 방송을 수신할 수 있는 첫 번째 태블릿이다.
삼지연에는 조선민주주의인민공화국 광명 인트라넷을 지원하는 브라우저가 포함되어 있다. 그러나 Wi-Fi는 지원 되지 않는다.
컴퓨터는 중국에 건설 된 것으로 추정되며 소프트웨어는 조선민주주의인민공화국을 위해 현지화되었다.

## 참고 사항
- 아리랑 (스마트폰)
- 노텔
- 조선민주주의인민공화국의 인터넷
- 조선민주주의인민공화국의 통신

## 같이 보기
- 아리랑 (스마트폰)
- 조선민주주의인민공화국의 인터넷
- 조선민주주의인민공화국의 통신